# Brück
Brück település Németországban, azon belül Brandenburgban. Lakosainak száma 4248 fő (2023. december 31.).

## Népesség
A település népességének változása:
| Lakosok száma | 3692 | 3702 | 3692 | 4095 | 4006 | 4113 | 4076 | 4209 | 4248 |
|               | 2012 | 2013 | 2014 | 2015 | 2017 | 2019 | 2021 | 2022 | 2023 |